# Ministre en chef du Territoire du Nord
Le ministre en chef du Territoire du Nord est le chef du gouvernement du Territoire du Nord en Australie. Depuis le 21 décembre 2023, la fonction est occupée par Lia Finocchiaro, membre du Parti rural libéral.

## Historique
En 1974, une loi du Parlement australien dote le Territoire du Nord d'une l'Assemblée législative élue la même année. Le chef de la majorité (Majority Leader) ne dispose que de pouvoirs limités jusqu'en 1978, date à laquelle est institué un système de gouvernement responsable dirigé par un ministre en chef.

## Mode de désignation
Dans des circonstances normales, l'administrateur du Territoire du Nord nomme le chef du parti ayant la majorité à l'Assemblée législative. En temps de crise constitutionnelle, il peut toutefois nommer quelqu'un d'autre à cette fonction, mais cette situation ne s'est jamais présentée.

## Fonctions
Le rôle du ministre en chef est à peu près équivalent à celui de Premier ministre des États australiens.

## Sources
- (en) Cet article est partiellement ou en totalité issu de l’article de Wikipédia en anglais intitulé « Chief Minister of the Northern Territory » (voir la liste des auteurs).